# Liste der Kulturdenkmäler in Hottenbach
In der Liste der Kulturdenkmäler in Hottenbach sind alle Kulturdenkmäler der rheinland-pfälzischen Ortsgemeinde Hottenbach aufgeführt. Grundlage ist die Denkmalliste des Landes Rheinland-Pfalz (Stand: 12. Juni 2023).

## Denkmalzonen
| Bezeichnung                    | Lage                                  | Baujahr | Beschreibung                                  | Bild |
| ------------------------------ | ------------------------------------- | ------- | --------------------------------------------- | ---- |
| Denkmalzone Jüdischer Friedhof | südöstlich des Ortes an der K 65 Lage |         | 38 Grabsteine unterschiedlicher Formensprache | BW   |

## Einzeldenkmäler
| Bezeichnung              | Lage                                               | Baujahr                            | Beschreibung | Bild                           |
| ------------------------ | -------------------------------------------------- | ---------------------------------- | --- | ------------------------------ |
| Evangelische Pfarrkirche | Hauptstraße Lage                                   | zweite Hälfte des 13. Jahrhunderts | ehemaliger Chorturm, wohl aus der zweiten Hälfte des 13. Jahrhunderts, Pyramidendach eventuell aus dem 16. Jahrhundert; achteckiger Bruchsteinbau mit Zeltdach, Anbauten kreuzförmig angeordnet, bezeichnet 1904, Architekt August Senz, Düsseldorf; Schutzdach um 1700; Ausstattung des Vorgängers; drei Glocken: 13. Jahrhundert, 1595, 1628; römischer Viergötterstein; ortsbildprägend | weitere Bilder Fotos hochladen |
| Kriegerdenkmal           | Ringstraße, auf dem Friedhof Lage                  | 1920er Jahre                       | Kriegerdenkmal 1914/18, reliefierter Sockel, Soldatenskulptur, 1920er Jahre von F. Ritter und Nachfahren | BW                             |
| Wohnhaus                 | Ringstraße 4 Lage                                  | 19. und 20. Jahrhundert            | Wohnhaus, 19. und 20. Jahrhundert, Zierfachwerk, Anfang des 18. Jahrhunderts | Fotos hochladen                |
| Wohnhaus                 | Ringstraße 20 Lage                                 | 1710                               | Wohnhaus, Zierfachwerk bezeichnet 1710 | BW                             |
| Oberhof                  | Ringstraße 53 Lage                                 | 1792                               | Wohn- und Verwaltungsbau mit Mansarddach, bezeichnet 1792; mit Ausstattung | Fotos hochladen                |
| Kindergarten             | Schulstraße 6 Lage                                 | 1928                               | ehemaliges Schulhaus; Walmdachbau, teilweise verschiefert, bezeichnet 1928, Architekt Nicolaus Coenen, Bernkastel | BW                             |
| Gerhardsmühle            | nordöstlich des Ortes (Hottenbacher-Mühle 12) Lage | Ende des 19. Jahrhunderts          | auch Hottenbacher Mühle; Fachwerkbau, Ende des 19. Jahrhunderts | BW                             |